# Rathaus (métro de Vienne)
Rathaus (en allemand : U-Bahn-Station Rathaus), est une station, en travaux, des lignes ligne U2 et ligne U5 du métro de Vienne. Elle est située sur le territoire du Ier arrondissement Innere Stadt, à Vienne en Autriche.
Ancienne station du tramway, ouverte en 1966, elle est reconstruite en station souterraine de la ligne U2, mise en service en 1980. Elle est fermée en 2021 dans le cadre du grand chantier de réaménagement de cette extrémité de la ligne U2 et de création de la ligne automatique U5. Le chantier, en cours, modifie ancienne station U2 en station Rathaus U5 (ouverture prévue en 2026) et crée une nouvelle station plus profonde Rathaus U2 (ouverture prévue en 2028).

## Projet
Le projet d'expansion U2xU5 (de) comporte la création d'une nouvelle ligne U5 automatique et le prolongement de la ligne U2 vers le sud au-delà de Schottentor. Le chantier débuté en 2021 est prévue pour s'achever en 2026 pour l'ouverture de la première section U5 et en 2028 pour le nouveau prolongement de la ligne U2 par la nouvelle station U2 de Rathaus jusqu'au nouveau terminus de Matzleinsdorfer Platz. Le prolongement suivant de Matzleinsdorfer Platz à Wienerberg est a une ouverture prévue de 2032 à 2035.